# Land of the Free II
| Оценки критиков | Оценки критиков |
| Источник        | Оценка          |
| --------------- | --------------- |
| Allmusic        | ссылка          |
| Jukebox:Metal   | ссылка          |
| Lords of Metal  | (8.8/10) ссылка |
| Metal Glory     | ссылка          |

Land of the Free II — девятый студийный альбом Gamma Ray, выпущен, 19 ноября в Европе, 21 ноября в Японии и 15 января 2008 года в Северной Америке. Для раскрутки Land of the Free II, Gamma Ray вместе с группой Helloween в 2007—2008 совершила Hellish Rock Tour.

## Список композиций
1. «Rising Again» (Хансен) — 0:27
2. «To Mother Earth» (Хансен) — 5:11
3. «Empress» (Циммерман) — 6:22
4. «Rain» (Richter) — 5:16
5. «Into The Storm» (Хансен) — 3:47
6. «When The World» (Хансен) — 5:44
7. «From The Ashes» (Хансен) — 5:26
8. «Leaving Hell» (Хансен) — 4:20
9. «Real World» (Хансен) — 5:42
10. «Hear Me Calling» (Рихтер) — 4:14
11. «Opportunity» (Шлехтер) — 7:14
12. «Insurrection» (Хансен) — 11:33

## Список композиций (зарубежная версия)
1. «Into The Storm» (Хансен) — 3:47
2. «From The Ashes» (Хансен) — 5:26
3. «Rising Again» (Хансен) — 0:27
4. «To Mother Earth» (Хансен) — 5:11
5. «Rain» (Рихтер) — 5:16
6. «Leaving Hell» (Хансен) — 4:20
7. «Empress» (Циммерман) — 6:22
8. «When The World» (Хансен) — 5:44
9. «Opportunity» (Шлехтер) — 7:14
10. «Real World» (Хансен) — 5:42
11. «Hear Me Calling» (Рихтер) — 4:14
12. «Insurrection» (Хансен) — 11:33
японский бонус трек
13. «Blood Religion (Live in Montréal)»

## Участники записи
- Кай Хансен — вокал, гитара
- Хеньо Рихтер — гитара, клавишные
- Дирк Шлехтер — бас
- Дэн Циммерман — ударные

## Позиции в чартах
- Германия: #54
- Швеция: #57
- Норвегия: #98

## Дополнительная информация
- В проигрыше песни Empress используется тема русской народной песни Полюшко-поле